# CPI Books
CPI SAS (Auftritt auch als Groupe CPI oder CPI Books; vormals Chevrillon Philippe Industrie) ist eine international tätige Buchdruckereien-Gruppe mit Sitz in Boulogne-Billancourt bei Paris.
Der Umsatz beläuft sich auf über 600 Millionen Euro; das Unternehmen zählt zu den größten Buchdruckbetrieben Europas und ist Weltmarktführer im Bereich Monochrom- und Zweifarb-Buchdruck. Etwa 2700 Mitarbeiter sind im Unternehmen tätig. Jährlich werden in 16 Produktionsstätten in 5 Ländern (Frankreich, Vereinigtes Königreich, Deutschland, Tschechien und Spanien) konzernweit ca. 430 Millionen Bücher gedruckt (Stand: 2020).

## Geschichte
Das Unternehmen entstand 1996, als die beiden Privatinvestoren Cyrille Chevrillon und Nicolas Philippe den nahezu insolventen Drucker Bussière in Frankreich übernahmen.
Seit September 2005 waren im Zuge eines Management-Buy-out die Finanzinvestoren CVC Capital Partners und Electra Partners Europe am Unternehmen beteiligt.
Im August 2013 wurde die Übernahme von CPI durch die Impala-Gruppe bekannt, die bei dieser Transaktion Unterstützung von der französischen öffentlichen Bank Banque publique d’investissement (Bpifrance) erhielt. Impala ist ein französischer Mischkonzern des Unternehmers Jacques Veyrat, der in den Geschäftsfeldern Energie, Finanzen und Industrie tätig ist.
Im Rahmen der Übernahme wurde CPI umgeschuldet, so dass die Finanzverbindlichkeiten des Unternehmens auf 15 Millionen Euro sanken. Die neuen Anteilseigner Impala, Bpifrance und das Management investierten 21 Millionen Euro als Eigenkapital und eigenkapitalähnliche Mittel, um CPI bei seiner Geschäftsentwicklung zu stützen. Nach Abschluss der Transaktion wurde Impala mit 52 Prozent Mehrheitsaktionär.
Im Juli 2018 wurde CPI von der niederländischen Circle Media Group übernommen (mit Ausnahme der Etikettensparte Labelys), die die Gruppe aber bereits nach neun Monaten im April 2019 weiterverkaufte an RHWO, die Vermögensverwaltung des britischen Unternehmers und Investors Richard Hughes und seiner Familie.

## Beteiligungen
Zu der Unternehmensgruppe gehören die Druckhäuser
in Deutschland:
- Ebner & Spiegel (E & S) in Ulm-Böfingen (2025 insolvent, Betrieb eingestellt)
- Clausen & Bosse in Leck (Nordfriesland)
- CPI Buchbücher.de in Birkach (Frensdorf) und buchbücher.ch AG in Pieterlen für Book-on-Demand in Deutschland und der Schweiz
- CPI Druckdienstleistungen GmbH Erfurt

in Europa:
- Ueberreuter Print / Moravia Books im tschechischen Pohořelice
- Brodard & Taupin in La Flèche
- Bussière in Saint-Amand-Montrond
- Firmin Didot in Mesnil-sur-l'Estrée
- Anthony Rowe in Chippenham, Eastbourne, und Melksham
- CPI William Clowes in Suffolk
- CPI Books in Croydon
- CPI Fulfillment and distribution in Aylesford